# 骨董通り法律事務所
骨董通り法律事務所（こっとうどおりほうりつじむしょ、Kotto Dori Law Office）は、東京都港区に所在する日本の法律事務所。

## 概要
法律家としての活動を通じて様々な芸術活動を支援する法律事務所として、“For the Arts”を旗印として掲げ、2003年に設立された法律事務所。エンターテインメント・アート関連の商業的案件のほか、文化財団や大学などの非営利団体からの依頼も数多い。

## 業務分野
出版、映像、演劇、音楽、ゲームなどのアート、エンタテインメント業界のクライアントに対する契約交渉の代理、訴訟などの紛争処理、著作権など知的財産権に関するアドバイスの提供を中心的な取扱業務とする。

## 所在地
東京都港区南青山5丁目18番5号 南青山ポイント1階

## 書籍
- 骨董通り法律事務所編『エンタテインメント法実務』弘文堂、2021年6月。ISBN 9784335358166
- 骨董通り法律事務所編『エンタテインメント法実務 <第2版>』弘文堂、2025年2月[4]。ISBN 9784335360282